# Grotta di Motsetse
La Grotta di Motsetse è una grotta e un sito archeologico ricca di breccia fossile, che si trova a circa 14 chilometri dal sito sudafricano di fossili ominidi di Sterkfontein in Sudafrica, e fa parte dell'area patrimonio dell'umanità nota come Culla dell'umanità.